# Карл Август (великий герцог Саксен-Веймар-Эйзенахский)
Карл Август Саксен-Веймар-Эйзенахский (нем. Karl August von Sachsen-Weimar-Eisenach; 3 сентября 1757, Веймар — 14 июня 1828, Градиц, ныне в составе Торгау) — герцог Саксен-Веймарский и Саксен-Эйзенахский (личная уния) с 28 мая 1758 года, герцог Саксен-Веймар-Эйзенахский с 20 сентября 1809 года, великий герцог Саксен-Веймар-Эйзенахский с 21 апреля 1815 года. Российский командир эпохи наполеоновских войн, генерал от кавалерии.

## Биография
Когда ему был один год от роду, он потерял отца. До совершеннолетия Карла правительницей государства была мать Анна-Амалия — двоюродная сестра Ивана VI. Она выбрала сыну наилучших воспитателей.
В 1774 году Карл-Август и его брат Константин посетили Париж и Швейцарию. Дорогою принцы познакомились с Гёте. Семнадцатилетний принц и двадцатипятилетний писатель заключили дружеский союз, пятидесятилетие которого было отпраздновано в 1825 году. Когда Карлу минуло 18 лет, мать передала ему правление, после чего он женился на Луизе Гессен-Дармштадтской (ум. 1830). В 1785 году Карл-Август примкнул к Княжескому союзу, в образовании которого он принимал деятельное участие.
В 1787 году вступил в прусскую военную службу и в 1792 и 1793 годах принимал участие в походах против Франции.
В русскую службу принят 6 августа 1803 года генерал-лейтенантом с назначением шефом Киевского гренадерского полка и зачислением в Свиту Императора Александра I.
Участвовал в Австрийском походе 1805 года и в сражении при Аустерлице.
В 1806 году был приглашён прусским королём Фридрихом Вильгельмом III на службу в прусскую армию. В битве при Йене был ранен и взят французами в плен. В 1807 году был отпущен в своё герцогство, включённое в состав Рейнского союза под эгидой Франции. В 1808 году его посетили в Веймаре Наполеон I и император Александр I. В 1809 году тайно прибыл в Австрию и участвовал в боевых действиях под Асперном и Ваграмом, после чего вернулся в Саксен-Веймар.
В марте 1813 года присоединился к русско-прусскому союзу, находился при русской армии без зачисления на службу и участвовал в сражениях под Лютценом, Баутценом и Рейхенбахом. После Плейсвицкого перемирия участвовал в сражениях у Дрездена, Пирны и Кульма, за отличие в последнем награждён золотой шпагой с алмазами. За участие в сражении под Лейпцигом вновь принят в русскую службу с производством в генералы от кавалерии 16 декабря 1813 года.
В 1814 году сражался с французами под Бриенном, Лаоном и Фер-Шампенуазом, участвовал во взятии Парижа и получил в награду орден Св. Владимира 1-й ст.
Венский конгресс увеличил его государство за счёт Саксонии и великого герцогства Франкфурт (округа Гайза и Дермбах), а также присвоил ему наследственный титул великого герцога, однако Карл продолжал числиться на русской службе до своей кончины. Он принимал участие и в походе 1815 года. Полученную после мира контрибуцию, около 800 тысяч талеров, он употребил на нужды своего государства. Карл-Август первый из германских государей ввел в своей стране обещанную конституцию. Он защищал свободу печати, пока после вартбургского празднества другие государи не вынудили его её ограничить. Пятидесятилетний юбилей его правления был всенародным празднеством. Во время его царствования были улучшены все отрасли управления и искоренено много злоупотреблений. Знаток и любитель наук и искусств, Карл-Август сделал их центром свою столицу Веймар; был хранителем и ревностным защитником Йенского университета. Погребен рядом с Шиллером и Гёте. 3 сентября 1875 года в Веймаре Карлу-Августу открыт памятник (конная статуя).

## Брак и семья

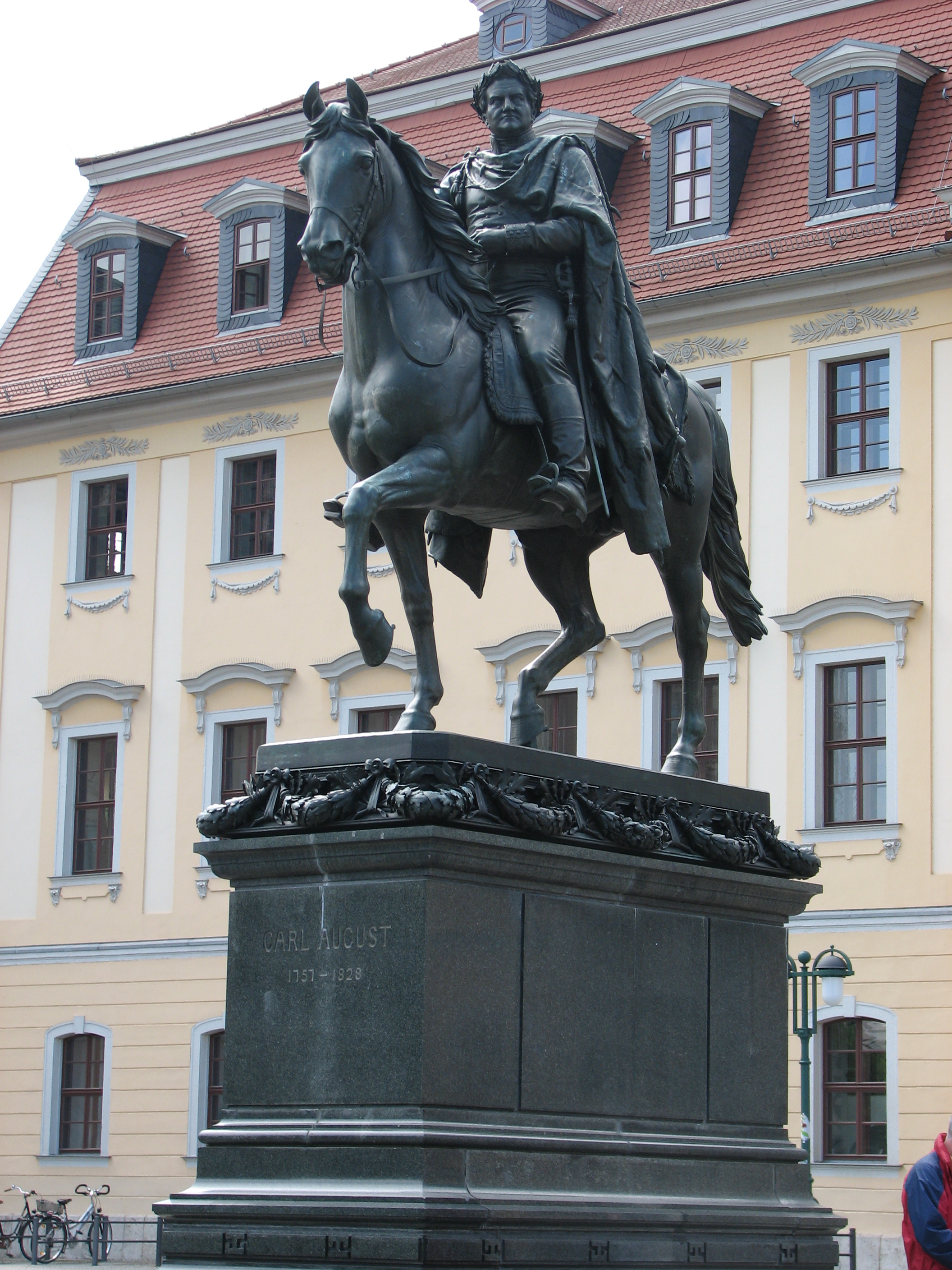
Памятник Карлу-Августу в Веймаре

В 1775 года женился на Луизе Гессен-Дармштадтской (1757—1830), дочери ландграфа Людвига IX. В браке родились:
1. Луиза Августа (1779—1784);
2. дочь (1781);
3. Карл Фридрих (1783—1853)— с 1804 года супруг великой княжны Марии Павловны (1786—1859);
4. Каролина Луиза (1786—1816) — с 1810 года супруга наследного принца Фридриха Людвига Мекленбург-Шверинского (1778—1819);
5. сын (1789);
6. Карл Бернхард (1792—1862) — с 1816 года супруг принцессы Иды Саксен-Мейнингенской (1794—1852).
7. Карл фон Гейгендорф (1806—1895) — внебрачный сын от певицы Каролины Ягеман

## Факты
- Был правителем государства более 70 лет.
- После смерти Фридрих V в 1820 году и до самой смерти Карл Август Саксен-Веймар-Эйзенахский самый долго правящий монарх в мире.